# 遜清皇室小朝廷
逊清皇室小朝廷，简称逊清小朝廷，是指1912年2月12日（宣統三年十二月二十五日）清王朝末代皇帝溥仪退位后，在中華民國北洋政府時期依然保持的残留微型朝廷。

## 产生
1912年2月12日，隆裕太后接受《关于大清皇帝辞位之后优待之条件》（简称《清室优待条件》），发布《退位诏书》，宣告大清帝国的正式终结。《清室优待条件》中写有“清帝退位后尊号不变，民国政府以‘待各外国君主之礼’相待；民国政府支付清帝岁用400万两；清帝退位后暂居宫禁，侍卫人等照常留用；王公世爵仍其旧”等条款。所以依据《清室优待条件》部份条款，加之袁世凯感念旧主恩德，积极扶持，使逊清皇室小朝廷得以延续其原来的生活。溥仪退位后，帝制虽然被废除，但皇帝溥仪以及原来的皇室、大臣等却仍然居住在皇宫里。在紫禁城内，溥仪仍旧发布“上谕”，仍用宣统年号纪年，遗老遗少仍行跪拜大礼。宫内依然还保有内务府、宗人府和慎刑司等机构，故臣赠谥，不改衣冠，触犯王法者由慎刑司处治。大清名義上仍掌握紫禁城主權，使之成为了当时北京裡的“国中之国”。隆裕太后在1913年2月22日（宣統五年正月十七日）逝世后，宫中主位除皇帝溥仪外，还有四位太妃。袁世凯指定端康太妃主持宫中事务。
1917年7月1日（宣統九年五月十三日），來調停黎元洪與段祺瑞府院之爭的張勳，率領辮軍擁立溥儀復辟，但十二日后，即被段祺瑞討平，溥仪再度退位，仍居住于紫禁城。1922年11月29日至12月3日，依照清帝大婚模式，溥仪迎娶婉容为后，并纳文绣为妃。1924年3月3日，溥仪命郑孝胥为总管内务府大臣，掌印钥，赏头品顶戴，令其全权整顿内务府，继于3月5日又命金梁为内务府大臣，协助郑孝胥整顿内务府。

## 终结
1924年10月23日，冯玉祥发动甲子政变囚禁贿选总统曹锟，组建摄政内阁並以黄郛摄行总统职务。11月3日，国民军将原故宫景山的守卫部队缴械，集中到北苑听候改编，引起清室极大恐慌。清室便暗中与外界联系，谋求对策。少数保皇黨人见北京局面混乱，也乘机活动。一时间，清帝复辟的谣言纷纷四起。首都警备总司令鹿锺麟得知这些情况后，立即报告冯玉祥和摄政内阁的代理国务总理黄郛，并且指出：驱逐溥仪，须从速进行，如若迟延，恐生变故。于是，黄郛连夜召开紧急内阁会议，将1912年2月12日清帝宣布退位时南京临时政府与袁世凯共同拟定并公布的《关于大清皇帝辞位之后优待之条件》加以修改并讨论通过，同时筹组清室善后委员会，以处理溥仪出宫后的有关事宜。
11月5日上午，冯玉祥派出国民军包围紫禁城，欲将溥仪及其小朝廷臣僚、宦官、宮女驱逐出宫。执行此项任务的首都警备总司令鹿锺麟，向清室宣布了摄政内阁议决的《修正清室优待条件》五项，讓溥仪發布。
今因大清皇帝欲贯彻五族共和之精神，不愿违反民国之各种制度仍存于今日，特将《清室优待条件》修正如左：
- 第一条　大清宣统帝从即日起永远废除皇帝尊号，与中华民国国民在法律上享有同等一切之权利；
- 第二条　自本条件修正后，民国政府每年补助清室家用五十万元，并特支出二百万元开办北京贫民工厂，尽先收容旗籍贫民；
- 第三条　清室应按照原优待条件第三条，即日移出宫禁，以后得自由选择住居，但民国政府仍负保护责任；
- 第四条　清室之宗庙陵寝永远奉祀，由民国酌设卫兵妥为保护；
- 第五条　清室私产归清室完全享有，民国政府当为特别保护，其一切公产应归民国政府所有。

面临军事上的压力，溥仪被迫召开最后一次御前会议，并交出皇帝印玺，收拾私物，遣散了太监和宫女。于当日下午，被监护离开皇宫紫禁城，搬到什刹海后海北岸甘水桥附近的“醇亲王府”移居。逊清皇室小朝廷遂宣告灭亡，清王朝亦被真正地「彻底」终结。除两位妻妾婉容和文绣随溥仪出宫外，四位太妃中尚在人世的敬懿皇貴太妃、榮惠皇貴太妃在此后迁出。三希之伯遠帖和中秋帖即由此被敬懿皇貴妃带出紫禁城。
1924年（中華民國十三年）11月6日，政府代表李煜瀛、京师警卫司令鹿锺麟、警察总监张璧接管紫禁城，封存文物。次年國慶日（1925年10月10日），北京故宫博物院正式成立开幕。